# Vadim Bogijev
Vadim Bogijev (Bogity; osetsky Богъиты Иосифы фырт Вадим nebo rusky Вадим Богиев; * 27. prosince 1970 v Cchinvali, Sovětský svaz) je bývalý sovětský a ruský zápasník volnostylař osetské národnosti, olympijský vítěz z roku 1996.

## Sportovní kariéra
Zápasit začal v 8 letech v rodném Cchinvali pod vedením Timura Sanakojeva. Jeho blízkým přítelem je gruzínský vzpěrač a trojnásobný olympijský vítěz Kachi Kachijašvili, se kterým chodil v Cchinvali na základní školu do jedné třídy. V roce 1983 na jednom z tréninkých kempů upoutal pozornost trenéra moskevského armádního klubu CSKA Anatolije Margijeva, který následně přemluvil jeho rodiče aby ho za ním pustili do Moskvy. V mladí prošel juniorskými výběry Sovětského svazu a od roku 1992 reprezentoval samostatné Rusko. V roce 1996 startoval na olympijských hrách v Atlantě a po takticky vyzrálém výkonu získal zlatou olympijskou medaili, když ve finále porazil o jeden bod Američana Townsenda Saunderse. V dalších letech se vrcholově zápasu nevěnoval. Potrénoval až v olympijské roce 2000, když se účastnil interní ruské nominace na olympijské hry v Sydney. V konkurenci několika zápasníku nominován nebyl a následně ukončil sportovní kariéru. Po roce 2008 se vrhnul na politickou dráhu v separatistické území Jižní Osetie.

## Výsledky
| Turnaj             | 1993       | 1994       | 1995       | 1996       |
| Turnaj             | 23         | 24         | 25         | 26         |
| Turnaj             | lehká váha | lehká váha | lehká váha | lehká váha |
| ------------------ | ---------- | ---------- | ---------- | ---------- |
| Olympijské hry     |            |            |            | 1.         |
| Mistrovství světa  | 2.         | 7.         | 4.         |            |
| Mistrovství Evropy | —          | 1.         | 1.         | 1.         |